# Vliegende maandag
Vliegende maandag was een massahysterie in de Belgische provincies Oost- en West-Vlaanderen tijdens de Duitse opmars door België tijdens de Eerste Wereldoorlog. De angst was gebaseerd op een gerucht dat de Duitsers alle mannen tussen 15 en 50 jaar zouden meenemen of als menselijk schild zouden gebruiken. Dit gerucht zou ervoor zorgen dat tien tot honderdduizenden (een officieel getal is er niet) op de vlucht sloegen.
Maandag 24 augustus 1914 startte dit fenomeen voor Oost- en West-Vlamingen te midden van de Slag der Grenzen. De dag staat gekend als Vliegende maandag. Het wordt ook wel eens Vluchtende- of Loperkesmaandag genoemd. 

## Oorsprong
Op 20 augustus werd Brussel ingenomen door de Duitsers. Dit zorgde ervoor dat er in omstreken ulanen (verkenners te paard van het Duitse leger) gesignaleerd werden. In Denderleeuw leidde dit tot een conflict met de bevolking. Drie beschonken burgers zouden gelachen hebben met de ulanen. Die zouden de drie mannen als straf enkele kilometers voor hun hebben laten uit lopen. Het gerucht dat de Duitsers de lokale bevolking gebruikte als menselijk schild tegen de vijand begon zich snel te verspreiden. Ook al wordt het verhaal bevestigd door diverse bronnen, is het niet zeker dat dit de oorzaak is van de hysterie, aangezien dat vrijwel onmogelijk is te achterhalen.

## Vluchten
Het vluchten begon vanuit Ternat en omstreken. De eerste grote golf van mensen vluchtte via Asse naar het bos van Buggenhout en verspreidde het gerucht. Dit was het begin van een paniekgolf die zich via Aalst en Dendermonde verspreidde over Oost-Vlaanderen. Door de grote massa mensen werden de geruchten ook steeds aangedikt en angstaanjagender. Niet enkel de massa maar de verhalen schoven ook mee op, zo ging in Gent een gerucht rond over een incident in Melle.
In Oudenaarde werd er een poging gedaan om de massa te stoppen door de bruggen over de Schelde te openen zodat er niemand meer door kon. In de namiddag bereikte de massa West-Vlaanderen via verschillende punten. De vlucht zou pas stranden tegen de avond in Roeselare, 80 kilometer van Ternat. Het werd de vluchters duidelijk dat het om een gerucht ging, aangezien ze ook nog geen enkele Duitser hadden gezien. Mensen die nooit verder waren geweest dan hun eigen of het aangrenzende dorp liepen die dag van paniek naar andere provincies. Veel van de vluchters sliepen die nacht in de open lucht en vertrokken de volgende dag terug naar huis. Bij thuiskomst werden de vluchters belachelijk gemaakt door diegenen die niet op de vlucht waren geslagen, zeker mannen die vluchtten zonder vrouwen en kinderen.

## Ongelukken
Er is weet van minstens een dodelijk slachtoffer. Iemand zou na het wegvluchten in paniek overleden zijn aan een hartaanval in een gasthuis. Ook zou er in Beveren een boot zijn gekapseisd doordat er te veel mensen inzaten. Er werden voornamelijk mensen gewond doordat ze vertrappeld werden door de vluchtende menigte, aan de Scheldebrug in Dendermonde was de hysterie zo groot dat meerdere mensen werden vertrappeld of overreden door voertuigen.